# Philippe Perrin
Pour les articles homonymes, voir Perrin.
Philippe Perrin, né à Meknès au Maroc le 6 janvier 1963, est pilote d’essai chez Airbus. Il a été le 9e spationaute français de l’Agence spatiale européenne (ESA) à partir dans l’espace dans le cadre de la mission STS-111 en mars 2002. Durant cette mission, il sort à trois reprises en scaphandre dans l’espace pour assembler la Station spatiale internationale.

## Biographie

### Formation
Philippe Perrin est né le 6 janvier 1963, à Meknès, au Maroc. Il est scolarisé à l’école publique de Saint-Paulet-de-Caisson, au collège Georges-Ville de Pont-Saint-Esprit puis au lycée Gérard-Philipe de Bagnols-sur-Cèze.
Il intègre l'École polytechnique en 1982, puis obtient son diplôme d’ingénieur en 1985, sa licence de pilote d'essai en 1993 à l’École du personnel navigant d'essais et de réception (EPNER), sa licence de pilote de ligne en 1996 et son diplôme de pilote de ligne américain en 1999.

### Carrière militaire
Avant d’obtenir son diplôme, Philippe Perrin effectue son service militaire dans la Marine française, où il a été formé à la navigation, et passe 6 mois en mer dans l’océan Indien. Après l'École polytechnique, il entre dans l’Armée de l’Air en 1985, et décroche son brevet de pilote de chasse en 1987 en étant major de sa promotion[réf. nécessaire]. De 1987 à 1991, il est affecté au 2/33e escadron de reconnaissance sur la base aérienne de Strasbourg. Il vole sur Mirage F1 CR et opère plusieurs missions en Arabie saoudite et en Afrique.
En 1992-1993, il est affecté au centre d'essais en vol de Brétigny-sur-Orge et effectue un stage à la Cité des étoiles à Moscou pendant deux mois. Il participe à 26 missions de combat pendant la guerre du Golfe (1990-1991). Il commande les opérations de l'escadron de chasse 1/2 Cigognes avant de devenir chef-pilote au centre d’essai en vol. Sa carrière militaire qui le mène au grade de Colonel en fait un expert en relations internationales : de ses nombreuses responsabilités, on retiendra la mise en place du premier échange avec les Mig 29 de l’Armée polonaise et le survol de l’Irak pendant la « No Fly zone »  en 1994.
En 1995, il retourne au centre d'essais en vol de Brétigny-sur-Orge, comme responsable du développement du Mirage 2000-5.

### Carrière de spationaute
En 1996, il rejoint le CNES il est sélectionné comme astronaute pour participer à une mission à bord de la navette spatiale américaine. Il suit deux années d'entraînement au Centre spatial Johnson à Houston (Texas), à l'issue desquelles il est déclaré apte à un vol en qualité de spécialiste de mission.
Dans l'attente de son affectation, il remplit des fonctions techniques au Département « Opérations et systèmes » du Bureau des Astronautes à Houston, ce qui l’amène à travailler sur le programme NASA X-38 (Crew Rescue Vehicle) dans la définition des interfaces de pilotage et contrôle. Il travaille ensuite à la modernisation du poste de pilotage de la navette spatiale.
Il pilote à plusieurs reprises l’Airbus A300 ZERO-G, spécialement conçu pour réaliser des vols paraboliques permettant pendant une vingtaine de secondes d’être en apesanteur.
Il est désigné pour faire partie de la mission STS-111 avec la navette Endeavour du 5 au 19 juin 2002 à bord de la Station spatiale internationale. Au cours des 332 heures passées dans l’espace, il effectue trois sorties extravéhiculaires d’une durée totale de 19 h et 31 min avec  Franklin Chang-Diaz pour installer sur la station une base mobile utilisée par le bras robotique Canadarm. La mission, qui avait également pour but de renouveler l’équipage de la station spatiale, est un succès, même si de mauvaises conditions météorologiques en Floride ont obligé la navette à se poser à Edwards Air Force Base, en Californie.
Il rejoint après son vol dans l’espace l’Agence spatiale européenne et participe  à la mise au point du cargo spatial ATV (« Automated Transfer Vehicle »), un vaisseau cargo spatial développé pour ravitailler la station.

### Pilote d’essai
Depuis 2004, Philippe Perrin est pilote d’essai chez l’avionneur européen Airbus, basé à Toulouse. Il est impliqué dans la réalisation de plusieurs programmes importants tels que le grand porteur A 380 et du programme militaire Airbus A400M. Il est aujourd’hui plus particulièrement impliqué dans les aspects « recherche avions futurs ».

### Engagement en faveur de l'environnement
Philippe Perrin consacre une partie de son temps désormais à faire partager son expérience à travers de nombreuses conférences, dont beaucoup devant des jeunes.
C'est à la suite de son voyage dans l'espace qu'il décide de s'impliquer dans le domaine de l'environnement et la promotion des énergies renouvelables[réf. nécessaire]. C'est dans ce cadre qu'il s’engage en politique, il est d’abord suppléant de Christine de Veyrac pour les élections cantonales en 2011,, puis suppléant de Laurence Massat Guiraud-Chaumeil pour les élections législatives de 2012. Ses prises de positions politiques comprennent aussi le soutien à une politique spatiale européenne et la taxe carbone au niveau européen[réf. nécessaire].
En novembre 2016, il annonce songer à se présenter à l'élection européenne de mai 2019.
Lors des élections municipales de 2020 à Toulouse, il est présent en neuvième position sur la liste « Aimer Toulouse » dirigée par le maire sortant Jean-Luc Moudenc. Il est élu conseiller municipal à la suite du second tour. Il est ensuite élu vingtième vice-président de Toulouse Métropole chargé du vélo.

### Président de Tisséo Voyageurs
Il a été président de Tisséo Voyageurs (le réseau des transports en commun toulousain). Il a démissionné de ses fonctions en juillet 2021.

## Distinctions
Philippe Perrin a reçu deux récompenses de l’Armée de l’Air pour des missions de sécurité.
Il est titulaire de la médaille d'Outre-Mer (guerre du Golfe en 1991) et de deux médailles de la Défense nationale.
En 1999, il est nommé chevalier de la Légion d'honneur.
Le 1er juin 2018, l'école publique de Saint-Paulet-de-Caisson est dénommée « école Philippe-Perrin » en présence du spationaute.

## Livres
- Philippe Perrin, En apesanteur, Michel Lafon, 4 avril 2024, 416 p. (ISBN 978-2749957814).